# Pesquera (Ávila)
Pesquera  es una pedanía (también llamado anejo) del municipio Piedrahíta, al sur de la provincia de Ávila, en Castilla y León, España.

## Situación
Pesquera está situada en la comarca Barco-Piedrahíta (Valdecorneja). Concretamente en la carretera del puerto de Peñanegra (AV-932), a 2 km de Piedrahíta y a 11 de la cima del puerto.

## Población
Cuenta con 64 habitantes (INE 2009), de los cuales 33 son varones y 31 son mujeres. Ha sufrido un importante descenso, habiendo superado a principios del siglo XX los 300 habitantes. En los últimos años se están construyendo una buena cantidad de casas nuevas y el turismo rural parece haber llegado al pueblo.
| Gráfica de evolución demográfica de Pesquera entre 1900 y 2023                           |
|                                                                                          |
| Fuente: Instituto Nacional de Estadística de España - Elaboración gráfica por Wikipedia. |